# Sull'interpretazione
Sull'interpretazione (Περί ἑρμηνείας) è un trattato di Aristotele, raccolto nell'Organon, che tratta il rapporto delle parti del discorso (nome e verbo) e del modo in cui esse si combinano per dar luogo a frasi o giudizi.

## Contenuto
Aristotele definisce le parole come simboli: 'sentimenti dell'anima' o 'esperienze mentali. I simboli orali o scritti, differiscono tra le lingue, ma le esperienze mentali sono le stesse per tutti (per esempio, la parola 'gatto' e la parola francese 'chat' sono simboli diversi, ma l'esperienza mentale che rappresentano - il concetto di gatto - è lo stesso per gli italofoni e per i francofoni). Sostantivi e verbi da soli non comportano verità o falsità.
Un sostantivo rappresenta, per definizione, un soggetto, senza riferimento al tempo (ad esempio 'Cesare' ha lo stesso significato oggi, duemila anni dopo la sua morte, come l'aveva in epoca romana).
Un verbo porta con sé la nozione di tempo. 'Era in buona salute' e 'lui sarà in buona salute' sono tempi diversi di uno stesso verbo. La parola che indica un verbo rappresenta un concetto al presente, i tempi di un verbo rapportano il concetto a tempi al di fuori del presente.
La frase è un'espressione le cui parti hanno significato. La parola 'uomo' significa qualcosa, ma non è una frase. Solo quando altre parole sono aggiunte abbiamo la possibilità di esprimere affermazioni e negazioni su di esso.
Ogni proposizione semplice deve contenere un verbo, in quanto indica un singolo fatto. Una proposizione complessa è, invece, formata da diverse proposizioni semplici connesse insieme.
Viene, poi, formulata la definizione dell'affermazione come «il giudizio che attribuisce qualcosa a qualcosa» e della negazione come «il giudizio che separa qualcosa da qualcosa»  (per esempio, 'l'uomo è un animale' collega 'animale' con 'uomo'; 'una pietra non è un animale' separa 'animale' da 'pietra').
Alcuni termini sono universali, in grado di essere riferiti a diversi soggetti (ad esempio: 'luna' - anche se la Terra ha una sola luna, potrebbe averne avute di più, ma il sostantivo 'luna' avrebbe potuto essere riferito a loro esattamente nello stesso senso). Altri termini sono individuali e non possono essere riferiti nello stesso senso a più di un individuo.
Un'affermazione per collegamento è singola, poi, se esprime un singolo fatto (ad esempio: 'tutti gli uomini sono bianchi').
Viene presentato un argomento contro il "principio di bivalenza" (Biv, per cui ogni affermazione è o vera o falsa) applicato alle affermazioni concernenti il futuro contingente: Aristotele nega che Biv sia applicabile anche alle proposizioni riguardanti il futuro; un'applicazione ferrea di Biv a affermazioni sulla verità o falsità di stati del mondo o eventi futuri, per cui un'affermazione è già o vera o falsa prima che l'evento si realizzi, comporterebbe la necessità del loro accadere o non accadere.  La proposizione "Domani ci sarà una battaglia navale" in una tale prospettiva è o vera o falsa e il suo effettivo realizzarsi seguirà necessariamente dalla sua verità o falsità. Aristotele combatte questi esiti fatalisti dell'applicazione di Biv ad affermazioni sul futuro: per il filosofo è infatti necessario solo che la battaglia avvenga o non avvenga, e non è necessario né che essa avvenga né che non avvenga, poiché entrambe queste eventualità sono indifferentemente possibili; un tale evento potrebbe accadere come non accadere. Questo capitolo si lega alle questioni sollevate dal celebre argomento dominatore di Diodoro Crono, sebbene in queste pagine la sua scuola non sia direttamente nominata. 
Aristotele enumera, quindi, le affermazioni e le negazioni che possono essere asserite quando vengano utilizzati termini 'indefiniti' come, ad esempio, 'scorretto'.  Introduce una distinzione, che diventerà importante più avanti, tra l'uso del verbo 'è' come semplice copula o 'terzo elemento', come nella frase 'l'uomo è saggio', e come predicato significante "esistenza", come in 'l'uomo è [cioè esiste]'.
Alcune proposte sembrano essere semplici anche se sono composte, e così l'espressione: 'animale bipede domestico' ha lo stesso significato della parola 'uomo', quindi tre predicati si combinano per formare un'unità. Ma nell'espressione 'un uomo bianco che cammina' i tre predicati non si combinano per formare un'unità di quel tipo.
Nel capitolo 12 si considera la relazione reciproca di proposizioni modali: affermazioni e negazioni che asseriscono o negano possibilità o contingenza, impossibilità o necessità.
Il Capitolo 13 analizza la relazione tra proposizioni. Conseguenze logiche seguono da particolari disposizioni: ad esempio, dalla proposizione 'è possibile' consegue che è contingente, che non è impossibile, o dalla proposizione, 'non può essere il caso' segue che 'non è necessariamente il caso'.
Esiste, infine, una proposizione affermativa corrispondente ad ogni negazione? Ad esempio, la proposizione 'ogni uomo è ingiusto'  è un'affermazione (in quanto sembra affermare l'essere ingiusto di ogni uomo) o è semplicemente una negazione (dal momento che nega la giustizia)?

### Traduzioni italiane
- Organon. Le Categorie - De Interpretatione - Analitici primi - Analitici secondi - Topici - Confutazioni sofistiche ("Le Categorie" a cura di Marina Bernardini; "De Interpretatione" a cura di Lucia Palpacelli; "Analitici primi" a cura di Milena Bontempi; "Analitici secondi" a cura di Roberto Medda; "Topici" e "Confutazioni sofistiche" a cura di Arianna Fermani), Coordinamento generale di Maurizio Migliori, Testo greco a fronte, Collana Il pensiero occidentale, Milano, Bompiani, 2016, ISBN 978-88-452-8164-8.
- Aristotele, Dell'interpretazione, a cura di Marcello Zanatta, Milano, BUR Biblioteca Univ. Rizzoli (collana Classici greci e latini), 1992, 3ª ed.
- Aristotele, De interpretatione,  a cura di Attilio Zadro, Napoli, Loffredo  (collana Filosofi antichi. Nuova serie), 1999

### Saggi critici
- Hans Arens (ed.), Aristotle's Theory of Language and Its Tradition. Texts from 500 to 1750, Amsterdam, Benjamins, 1984.
- Walter Belardi, Il linguaggio nella filosofia di Aristotele, Roma: Kappa Editrice, 1975.
- Vincenza Celluprica, Il capitolo 9 del De interpretatione di Aristotele. Rassegna di studi 1930-1973, Bologna, Il Mulino, 1977.
- Deborah Modrak, Aristotle's Theory of Language and Meaning, Cambridge: Cambridge University Press, 2001.
- Jean-François Monteil, La transmission d'Aristote par les Arabes à la chrétienté occidentale: une trouvaille relative au De Interpretatione, Revista Española de Filosofia Medieval 11: 181–195 (2004).
- Jean-François Monteil, Isidor Pollak et les deux traductions arabes différentes du De interpretatione d'Aristote, Revue d'Études Anciennes 107: 29–46 (2005).
- Jean-François Monteil, Une exception allemande: la traduction du De Interpretatione par le Professeur Gohlke: la note 10 sur les indéterminées d'Aristote, Revues de Études Anciennes 103: 409–427 (2001).
- Ezio Riondato, La teoria aristotelica dell'enunciazione, Padova, Antenore, 1957.
- Vittorio Sainati, Storia dell'"Organon" aristotelico. I: Dai "Topici" al "De Interpretatione", Firenze, Le Monnier 1968 (nuova edizione Pisa: ETS, 2011).
- Giuseppe Scarpat, Il discorso e le sue parti in Aristotele, Arona, Paideia, 1950.
- C. W. A. Whitaker, Aristotle's De interpretatione. Contradiction and Dialectic, Oxford, Clarendon Press, 1996.

### Materiale multimediale
- Enrico Berti, Il linguaggio nel pensiero di Aristotele, su YouTube, Romanae Disputationes, 5 settembre 2019 (archiviato il 29 giugno 2021).